# خورگس
خورگس (قزاقی: قورعاس، به اویغوری: قورغاس، چینی ساده: 霍尔果斯; پین‌یین: Huò'ěrguǒsī) شهری (در سطح شهرستان) در منطقهٔ خودمختار سین‌کیانگ چین، در مجاورت مرز این کشور با قزاقستان است. شهر واقع در آن طرف مرز در کشور قزاقستان نیز خورگس نام دارد. مساحت این شهر  ۱٬۹۰۸ کیلومتر مربع و جمعیت آن در سال ۲۰۲۰ میلادی،  ۷۱٬۴۶۶ نفر بوده‌است.
انتظار می‌رود ۱۵ میلیون تن کالا در سال از طریق خط راه‌آهن مرزی جابجا شود و  این میزان در آینده با افتتاح خط دوم چین-اروپا از راه قزاقستان به ۳۰ میلیون تن در سال افزایش یابد.

## جمعیت
| ترکیب قومیتی شهر خورگس | ترکیب قومیتی شهر خورگس | ترکیب قومیتی شهر خورگس | ترکیب قومیتی شهر خورگس | ترکیب قومیتی شهر خورگس |
| ---------------------- | ---------------------- | ---------------------- | ---------------------- | ---------------------- |
| قومیت                  | قومیت                  |                        | درصد                   | درصد                   |
| هان                    | هان                    |                        | ۶۶٫۳٪                  | ۶۶٫۳٪                  |
| قزاق                   | قزاق                   |                        | ۱۱٫۲٪                  | ۱۱٫۲٪                  |
| هوئی                   | هوئی                   |                        | ۱۰٫۶٪                  | ۱۰٫۶٪                  |
| اویغور                 | اویغور                 |                        | ۶٫۴٪                   | ۶٫۴٪                   |
| شیبه                   | شیبه                   |                        | ۲٫۹٪                   | ۲٫۹٪                   |
| داغور                  | داغور                  |                        | ۰٫۴٪                   | ۰٫۴٪                   |
| مغول                   | مغول                   |                        | ۰٫۱٪                   | ۰٫۱٪                   |
| روس                    | روس                    |                        | ۰٫۱٪                   | ۰٫۱٪                   |
| منجو                   | منجو                   |                        | ۰٫۱٪                   | ۰٫۱٪                   |
| سایر                   | سایر                   |                        | ۱٫۹٪                   | ۱٫۹٪                   |
| منبع سرشماری جمعیت :   |                        |                        |                        |                        |